# المصارعين المقنعين
موتشا لوتشا، ويسمى أيضا المصارعين المقنعين مسلسل رسوم متحركة أمريكي عرض لأول مرة في العام 2002، يتمحور حول مجموعة من الأصدقاء، الذين يعيشون في مدينة تهوى المصارعة المقنعة. وعلى هذا الأساس، فإن جميع الطلبة والطالبات يتعلمون أساس المصارعة المقنعة، ويعيشون ضمن أجوائها، لدرجة أن جميع سكان المدينة يلبسون أقنعة تغطي وجوههم، ولكل مصارع مقنع حركة خاصة به، يتميز فيها عن غيره.

المصارعين المقنعين

وهناك ثلاثة أمور لابد من المحافظة عليها، تعتبر من أهم ما يجب أن يتذكره المصارع المقنع، وإن خرق إحداها، فإنه لا يعتبر مصارعا مقنعا، وهي: الشرف، العائلة، التقاليد وأحيانا الكعك المحلى!
يعتبر مسلسل موتشا لوتشا، التي أنتجت لشركة وارنر بروثرس، أول مسلسل كرتوني صنع بأكمله ببرنامج ماكروميديا فلاش يعرض على التلفزيون، حيث أن هذا البرنامج يستخدم عادة للرسوم المتحركة على الإنترنت.
مدة العرض: 30 دقيقة

## الشخصيات
هناك ثلاث شخصيات رئيسية:
- ريكوشيه: الذي يعتبر في العادة قائد فريق الثلاثي الخارق.

- الحركة الخاصة: كرة ريكوشيه البين بول المدمرة.
- الطعام المفضل: الكاسترد، الكعك المحلى
- الهوايات: المصارعة المقنعة
- يحب: بطله آل راي
- يكره: أن يمرغ أحد قناعه في الأرض
- المدبلج العربي: منصور السلطي (سوريا), حسان حمدان (لبنان)
- بوينا غيرل: الفتاة التي تؤيد الحق والمثالية، ودائما تحمل معها

كتاب قواعد المصارعة المقنعة.
- الحركة الخاصة: مثقال الحقيقة
- الطعام المفضل: حلوى القيقب
- الهوايات: قراءة كتاب قواعد المصارعة المقنعة
- تحب: أي شيء غير جيد وخير
- تكره: أي شيء غير جيد وشرير
- المدبلجة العربية: رغدة الخطيب (سوريا), نسرين مسعود (لبنان)
- فلي: الذي يحب القذارة والأشياء المقززة، وهو أحمق نوعا ما

- الحركة الخاصة: في العادة تكون حركات مقززة أو غريبة، وقد لا تكون الحركة الخاصة محددة له تماماً.
- الطعام المفضل: يحب كل أنواع الطعام
- الهوايات: القفز في الأشياء المقززة وباحة المخلفات
- يحب: الأوساخ
- يكره: الاستحمام
- المدبلجة العربية: أمل العمران (سوريا), رنا الرفاعي (لبنان)

## الأصوات العربية

### نسخةمركز الزهرة
- منصور السلطي - ريكوشيه
- أمل عمران - فلي
- رغدة الخطيب - بوينا غيرل
- آمنة عمر - المديرة
و
- مروان فرحات - دابل نينجا نينجا
- محمد خرماشو
- عادل أبو حسون

### نسخة الدبلجة اللبنانية
- حسان حمدان - ريكوشيه
- نسرين مسعود - بوينا غيرل
- رنا الرفاعي - فلي
- فادي الرفاعي - إل راي
- شربل أيوب - جد ريكوشيه، السيد ميدكاردا

## وصلات خارجية
- المصارعين المقنعين على موقع IMDb (الإنجليزية)
- المصارعين المقنعين على موقع ميتاكريتيك (الإنجليزية)
- المصارعين المقنعين على موقع روتن توميتوز (الإنجليزية)
- المصارعين المقنعين على موقع كينوبويسك (الروسية)
- المصارعين المقنعين على موقع ألو سيني (الفرنسية)
- المصارعين المقنعين على موقع قاعدة بيانات الفيلم (الإنجليزية)